# Кобза, Иван Иванович
Кобза Иван Иванович (1874, Павлоград — 1928, Соловки) — украинский общественный и военный деятель начала XX века. Участник русско-японской, Первой мировой и Гражданской войн.

## Биография
Родился 29 июля 1874 году в Павлограде Екатеринославской губернии. После окончания 2-классной школы Павлоградского земства вступил на обучение в Санкт-Петербургский политехнический институт.
С 1899 года на военной службе. Служил в Варшаве в Лейб-гвардии Санкт-Петербуржского полка. Увлекается социалистическими идеями, попадает под присмотр полиции, а в 1901 году — в ссылку.
В 1904 году Кобза идет добровольцем на фронт. Успешно принимает участие в военных действиях, демобилизуется в чине прапорщика.
В 1906 году заканчивает Екатеринославское реальное училище. Поступает в Московский коммерческий институт, который заканчивает в 1911 г.
Закончив учёбу, переезжает в Харьков, где возглавляет предприятие по строительству лифтов.

### Первая Мировая и Гражданская войны
С началом Первой мировой войны подпадает под мобилизацию. Служит начальником автоколонны штаба 34-го армейского корпуса. В 1917 г. становится одним из инициаторов украинизации подразделения и превращения его в 1-й украинский корпус.
После издания Центральной Радой закона о создании частей Вольного казачества в октябре 1917 г. оставляет корпус и в ноябре 1917 г. начинает формировать вольноказачьи подразделения на Харьковщине. Весной 1918 года Кобза — атаман Вольного казачества Харьковщины.
Во времена гетьманата занимался общественной деятельностью.
В ноябре 1918 года из вольных казаков Харьковщины — сторонников Директории УНР И.Кобза сформировал Харьковский Слободской кош. И.Кобза — бессменный командир коша до самого его расформирования в июне 1919 года.
Был доверенным лицом Главного атамана войск УНР Симона Петлюры.
В 1920 году во время пребывания Директории УНР в Каменце-Подольском был выбран городским головой. С отступлением украинских армий за Збруч попадает на территорию Польши.

### Возвращение на Украину
После объявления советским правительством амнистии для офицеров и солдат украинских армий в 1922 г. Иван Кобза возвращается в Харьков. В 1922—1928 гг. преподает в Харьковском Технологическом институте.
3 марта 1928 года был арестован ГПУ и выслан на Соловки. В том же году Кобза был расстрелян при неизвестных обстоятельствах.